# United States Central Command
Le United States Central Command ou CENTCOM (litt. « Commandement central des États-Unis ») est l'un des onze Unified Combatant Commands dépendant, depuis le 1er janvier 1983, du département de la Défense des États-Unis (DoD). Il est responsable des opérations militaires des États-Unis au Moyen-Orient, en Asie centrale et en Asie du Sud. Depuis 2002, le centre de commandement du CENTCOM est basée au Qatar, sur la base militaire d'Al-Udeid, qui est la plus grande base américaine du Moyen-Orient.

## Historique
Au début, il a été fondé en tant que Force de déploiement rapide (Rapid Deployment Forces ou RDF) par le président des États-Unis Jimmy Carter par une décision prise en 1977 et lorsque la tension est montée avec la révolution iranienne, son existence a été annoncée le 1er octobre 1979.
L'invasion soviétique de l'Afghanistan déclenchera la doctrine Carter où les États-Unis annonceront qu'ils seront prêts à user de la force si nécessaire pour défendre leurs intérêts vitaux dans le golfe Persique. La RDF étant là pour intervenir sur zone si besoin était.
Transformé en CENTCOM en 1983, ce commandement a permis une présence américaine importante au cours de nombreuses opérations militaires, telles la protection des voies maritimes durant la guerre Iran-Irak, la réplique à l'invasion du Koweït par l'Irak en 1990, la guerre en Afghanistan en 2001 et la guerre en Irak depuis 2003 en plus de la coordination de la coalition internationale en Irak et en Syrie.
Il est à noter que les exercices d'état-major bisannuels Internal Look ont jusqu'en 1988 pour but de s'opposer à une hypothétique invasion de l'Iran par l'URSS en déployant cinq divisions dans les monts Zagros. L'exercice du 9 juillet au 4 août 1990 avait pour scénario une attaque par l'Irak des États du Golfe persique. Et l'Irak envahira le Koweït le 2 août 1990, les résultats de l'exercice sont utilisés pour la réponse militaire américaine.
Durant les années 1990, entre 17 000 et 25 000 militaires, 30 navires de guerre de l'US Navy et 175 avions furent déployés sous son commandement.
En décembre 2013, dans la zone du golfe Persique, se trouvent environ 35 000 militaires dont 10 000 soldats de l'armée de terre et une quarantaine de navires de l'US Navy dans l'océan Indien dont en permanence au moins un porte-avions.
En septembre 2015, The Daily Beast révèle que plus de 50 analystes du renseignement qui travaillent hors du commandement central de l'armée américaine se sont officiellement plaints que leurs rapports sur l'État islamique et la branche d'Al-Qaïda en Syrie ont été modifiés de façon inappropriée par des hauts fonctionnaires. Selon les analystes du CENTCOM, les rapports ainsi « manipulés » dépeignent les groupes terroristes comme plus faibles que les analystes croient qu'ils ne sont afin de mieux coller à la ligne de l'administration publique des États-Unis. Dénonçant cette atmosphère de travail, les analystes avancent qu'ils ne peuvent pas donner une évaluation franche de la situation en Irak et la Syrie.
La 3e armée des États-Unis est actuellement sa composante terrestre.
Le XVIIIe corps aéroporté américain est son principal réservoir de forces.

## Sphère d'influence

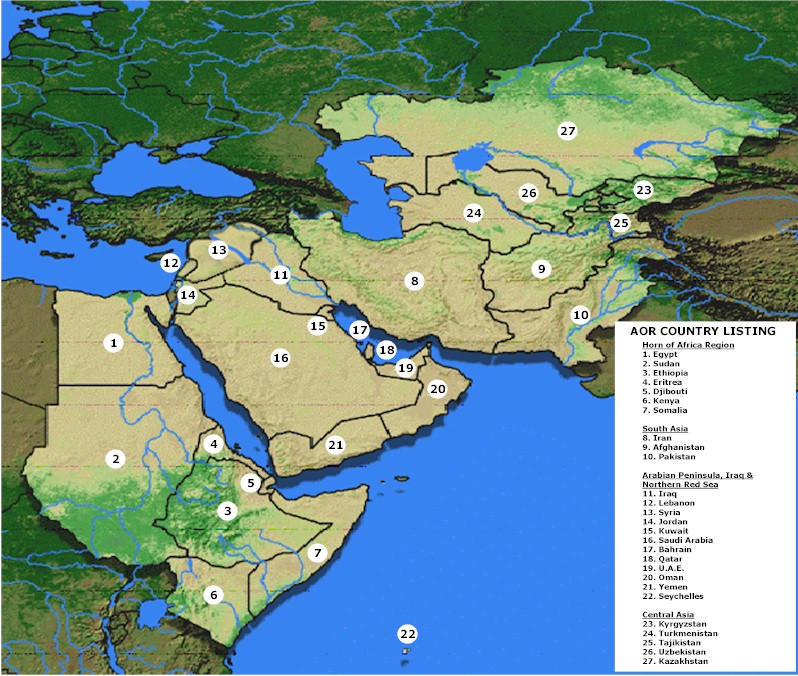
Zone de responsabilité en 2007

La zone d'influence du CENTCOM en 2008 est le Moyen-Orient (y compris l'Égypte) et l'Asie centrale, régions regroupées sous le terme novateur d'Asie du Sud-Ouest. Avant la création du Commandement des États-Unis pour l'Afrique en 2008, la zone incluait également l'Afrique de l'Est. Israël rentre dans sa zone le 15 janvier 2021.
Les forces du CENTCOM sont déployées (en 2005) en Irak et en Afghanistan en tant que forces de combat. Il a des bases au Koweït, à Bahreïn, au Qatar, aux Émirats arabes unis, à Oman, au Pakistan, à Djibouti et en Asie centrale. Les forces du CENTCOM ont été également déployées en Jordanie et en Arabie saoudite avant 2005.
Contrairement à d'autres Unified Combatant Command, le quartier général du CENTCOM ne se trouve pas dans son aire d'opérations. Il se trouve à MacDill Air Force Base, à Tampa, en Floride, même si un quartier général avancé pouvant abriter jusqu'à 10 000 personnes se trouve depuis 2003 sur la base aérienne de Al Oudeid au Qatar.

## Organisation
Le CENTCOM est composé des commandements suivants :
- United States Army Forces Central Command (ARCENT) de l'United States Army
- United States Air Forces Central (AFCENT) de l'United States Air Force
- United States Marine Forces Central Command (en) (USMARCENT) de l'United States Marine Corps
- United States Naval Forces Central Command (USNAVCENT) de l'United States Navy
- United States Special Operations Command Central (en) (SOCCENT) des Special Forces

## Liste des commandants
| Robert C. Kingston                               | 1er janvier 1983 | 27 novembre 1985 |
| George B. Crist                                  | 27 novembre 1985 | 23 novembre 1988 |
| Général H. Norman Schwarzkopf, US Army           | 23 novembre 1988 | 9 août 1991      |
| Joseph P. Hoar                                   | 9 août 1991      | 5 août 1994      |
| J.H. Binford Peay III                            | 5 août 1994      | 13 août 1997     |
| Général Anthony Zinni, US Marine Corps           | 13 août 1997     | 6 juillet 2000   |
| Général Tommy Franks, US Army                    | 6 juillet 2000   | 7 juillet 2003   |
| Général John Abizaid, US Army                    | 7 juillet 2003   | janvier 2007     |
| Amiral William Fallon, US Navy                   | janvier 2007     | 31 mars 2008     |
| Lieutenant-général Martin Dempsey, US Army       | 1er avril 2008   | 31 octobre 2008  |
| Général David Petraeus, US Army                  | 31 octobre 2008  | 7 juillet 2010   |
| Général James Mattis, US Marine Corps            | 8 juillet 2010   | 22 mars 2013     |
| Général Lloyd Austin, US Army                    | 22 mars 2013     | 30 mars 2016     |
| Général Joseph Votel, US Army                    | 30 mars 2016     | 28 mars 2019     |
| Général Kenneth F. McKenzie Jr., US Marine Corps | 28 mars 2019     | 1er avril 2022   |
| Général Michael Kurilla, US Army                 | 1er avril 2022   | en cours         |